# Xenocoelidiana ornata
Xenocoelidiana ornata är en insektsart som beskrevs av Marques-costa och Rodney Ramiro Cavichioli 2006. Xenocoelidiana ornata ingår i släktet Xenocoelidiana och familjen dvärgstritar. Inga underarter finns listade i Catalogue of Life.